# Giovanni Boldini
Giovanni Boldini (Ferrara, 31. prosinca 1842. – Pariz, 11. srpnja 1931.), talijanski slikar. 
U Rimu mu je bio učitelj T. Minardi. 1865. djeluje u Firenci. U ovo je vrijeme slikao portrete, povijesne i svetačke slike, a istakao se i svojim kopijama slika starih talijanskih majstora 16. stoljeća. 1869. boravi u Londonu, gdje na način velikih engleskih portretista 18. stoljeća slika portrete članova engleskih aristokratskih porodica. Oko 1880. putovao je po Njemačkoj i Americi. Redovito je izlagao u Parizu (Salon des Champs-Elysees i izložbama Societe Nationale des Beaux-Arts). Na mnogim njegovim portretima javlja se Whistlerov utjecaj.